# Трамм (Шлезвіг-Гольштейн)
Трамм (нім. Tramm) — громада в Німеччині, розташована в землі Шлезвіг-Гольштейн. Входить до складу району Герцогство Лауенбург. Складова частина об'єднання громад Бюхен.
Площа — 6,75 км2. Населення становить 336 ос. (станом на 31 грудня 2020).